# 深津健吾
深津 健吾（ふかつ けんご、1992年4月23日 - ）は、日本のラグビーユニオン選手。

## プロフィール
- 東京都府中市出身。
- ポジションはウィング(WTB)。
- 身長 175cm、体重 86kg
- ニックネームはふかっちゃん、ふかつ。
- 関東高校代表に選ばれたことがある[1]。

## 略歴
ラグビーは府中ジュニアラグビースクールで始めた。
2011年、国学院久我山高校卒業後、早稲田大学に入る。
2015年、早稲田大学卒業後、リコーブラックラムズに加入。同年12月12日に行われたジャパンラグビートップリーグ第5節の近鉄ライナーズ戦に先発出場で公式戦初出場を果たす。
2020年、リコーブラックラムズを退団した。